# Friedrich Magnus von Bassewitz
Friedrich Magnus von Bassewitz (Schönhof Grevesmühlen mellett, Mecklenburg, 1773. január 17. – Berlin, 1858. január 14.) porosz államférfi.

## Élete
Tanulmányait Halléban, Rostockban és Jénában végezte. 1800-ban hadügyi és gazdasági tanácsos, 1810-ben pedig kormányszéki elnök lett Potsdamban. 1824-ben Brandenburg tartománynak elnöke és utóbb az államtanács tagja lett. IV. Frigyes Vilmos 1840-ben megerősítette hivatalában, de Bassewitz egészségügyi szempontból beadta lemondását.

## Névtelenül kiadott művei
- Die Kurmark Brandenburg, ihr Zustand und ihre Verwaltung unmittelbar vor dem Ausbruch des französichen Kriegs im Oktober 1806 (Lipcse, 1847);
- Die Kurmark Brandenburg in der Zeit vom 22. Okt. 1806 bis zu Ende des Jahres 1808 (uo. 1851-52, 2 kötet);
- Die Kurmark Brandenburg im Zusammenhang mit dem Schicksal des Gesamtstaats Preußen während der Jahre 1809 und 1810 (kiadta Reinhard, 1860).